# IC 5364/2
IC 5364/2 је спирална галаксија у сазвијежђу Вајар која се налази на листи објеката дубоког неба у Индекс каталогу.
Деклинација објекта је - 29° 1' 25" а ректасцензија 23h 56m 24,0s. Привидна величина (магнитуда) објекта IC 5364 износи 15,6 а фотографска магнитуда 16,4. IC 53642 је још познат и под ознакама ESO 471-47, MCG -5-1-7, AM 2353-291, PGC 72955.